# 구로다 나가마사

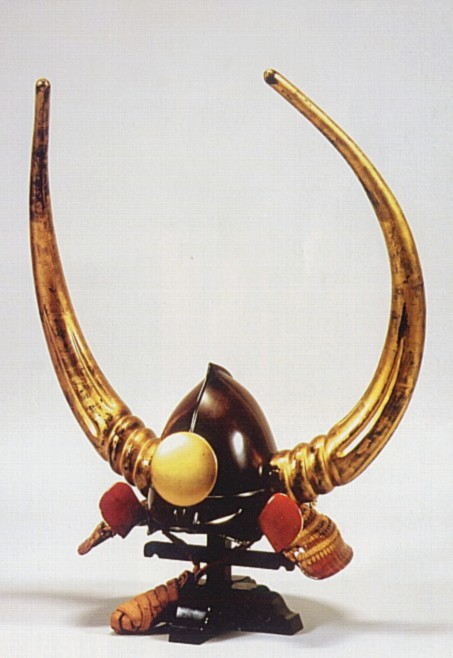
구로다 나가마사의 가부토

구로다 나가마사(일본어: 黒田 長政, 1568년 12월 21일 ~ 1623년 8월 4일)는 아즈치모모야마 시대부터 에도 시대 초기까지의 무장, 다이묘이다.

## 생애

### 성장 과정
1568년 12월 21일 하리마국 히메지성에서 태어났다. 아버지는 구로다 요시타카이며, 어머니는 하리마국 시카타 성의 영주 구시하시 분고노카미 고레사다(櫛橋豊後守伊定)의 딸 데루이다. 요시타카는 하리마 국 중에서 단지 히메지 성만을 맡고 있었는데 당시 하리마 국 동쪽에서는 노부나가의 세력이 날로 확장되고 있었고 서쪽에서는 노부나가의 정적인 아키(安芸)의 모리 데루모토가 자리잡고 있었다. 요시타카는 하리마 국의 대리인으로서 노부나가에게 신종하였는데, 그것을 증명하기 위해 1577년 10세의 나가마사를 노부나가에게 인질로 보냈다. 인질이 된 나가마사는 기노시타 도키치로에게 맡겨져 오미 나가하마성에서 성장하였다. 1580년 아버지 요시타카가 셋쓰국의 아라키 무라시게의 꾀임에 넘어갔다가 내통죄로 몰려 감금당하자, 노부나가는 요시타카를 죽일 것을 명령하지만 살해를 맡았던 다케나카 시게하루는 노부나가를 속이고 나가마사를 자신의 영지인 미노국 내에 숨겨주었다.

### 도요토미 히데요시 휘하
나가마사는 1582년 히데요시의 편에 서서 처음으로 전투에 출진하였는데, 공을 세워 가와치국에서 첫 영지를 받았다. 다음 해에는 시즈가타케 전투, 1584년에는 네고로·사이카의 난 등에서 승리하여 영지가 2천석 증가하였고, 1587년에 있었던 규슈 공격에서는 아버지 요시타카와 함께 분고·휴가 방면을 공격하였다. 그 공으로 요시타카 부자는 부젠국을 영지로 받게 되었다. 나가마사는 1592년 임진왜란에 참전하였고, 지금의 기장군 일대에 《기장 죽성리왜성》을 축조하였다.

### 도쿠가와 이에야스 세력 합류
임진왜란 이후에는 이토히메와 이혼하고 도쿠가와 이에야스의 양녀인 에이히메를 정실로 맞아들였다. 세키가하라 전투에서는 동군에 가담하였고, 그 공으로 지쿠젠국을 영지로 받게 되었다. 하지만 도요토미 히데요리 등 도요토미 씨와의 관계를 완전히 끊지 않고 있다가 오사카 전투에서 가토 요시아키, 후쿠시마 마사노리 등과 함께 혐의를 받아 에도에 억류되었다. 결국 나가마사는 자신의 충성심을 보이기 위해 자신의 여러 아들들을 에도에 인질로 보내야만 했다. 그 후에는 막부의 다양한 관리들과 친분을 쌓으려고 노력하였는데, 혼다 마사노부, 혼다 마사즈미, 안도 나오쓰구, 도이 도시카쓰, 도도 다카토라 등과 친교를 맺었다. 1623년 8월 4일 56세의 나이로 숨졌다.

## 일화
- 1616년 이에야스가 사망한 이후 다이묘들은 휴가를 얻어 자신의 영지로 돌아갔지만 나가마사와 가토 요시아키는 에도에 계속 머물렀다. 나가마사는 도이 도시카쓰와 좀 더 친밀한 관계를 맺기 위해 에도에서 여러 노력을 했는데, 이것이 오히려 안도 시게노부의 불신을 사고 말았다. 이러한 상황을 지켜 본 호소카와 다다오키는 이를 빗대어 "이번에는 꼬리가 보이는군" 하며 빈정대었다.[7]

- 1619년 후쿠시마 마사노리가 히로시마성을 무단으로 수축했다는 이유로 영지를 몰수당했다는 소식을 듣고는 "지금이야말로 행동을 조심해야 할 가장 중요한 시기이므로 마음을 비우는 것이 가장 좋은 것이다"라고 말했다고 한다.[7]

## 참고 서적
- 고미 후미히코 씀, 한은미 옮김, 《2천년 일본사를 만든 일본인 이야기》 (2003년), 이손사, ISBN 89-87095-48-7

## 관련 작품
한국
- 《왕의 여자》 (SBS, 2003년~2004년, 배우:강인기)
- 《불멸의 이순신》 (KBS1, 2004년~2005년, 배우:여재구)
- 《징비록》 (KBS1, 2015년, 배우:문상훈)
- 《임진왜란 1592》 (KBS1, 2016년, 배우:서종원)

일본
- 《군사 칸베에》 (NHK, 2014년, 배우:마츠자카 토리)

## 같이 보기
- 구로다 씨
- 호시나 마사사다 - 나가마사의 계실 에이히메의 친동생으로 나가마사의 처남이된다.
- 기장 죽성리왜성

| 전임 구로다 요시타카 | 제5대 구로다 가문 당주 1589년 ~ 1623년 | 후임 구로다 다다유키 |

|  | 제1대 후쿠오카번 번주 (구로다가) 1600년 ~ 1623년 | 후임 구로다 다다유키 |